# Срнка, Иржи
Иржи Срнка (чеш. Jiri Srnka; 19 августа 1907, Писек, Богемия, Австро-Венгрия — 31 января 1982, Прага, ЧССР) — чешский и чехословацкий композитор, дирижёр. Заслуженный артист ЧССР (1967). Лауреат Государственных премий Чехословакии.

## Биография
С 8-летнего возраста учился игре на скрипке в Пражской консерватории под руководством Отакара Шевчика. С 1928 года учился в музыкальной школе у Витезслава Новака и Алоиса Хаба.
Работал скрипачом, а позже руководителем оркестра театра «Osvobozené divadlo» в Праге, созданного Ярославом Ежеком. Позже, в оркестре Национального театра и Симфонического оркестра Чехословацкого радио. С 1950 по 1953 год работал на музыкальном отделении кинофакультета Академии исполнительских искусств в Праге.
Автор музыки почти к 200 кино-, телефильмам и ТВ сериалам. Среди них «Кракатит», «Романс для кларнета», «Ян Гус» «Ян Жижка» и другие.
Часто писал музыку к фильмам режиссёра Отакара Вавры. Кроме музыки для кино, сочинял сценическую музыку для драматических спектаклей, написал ряд вокальных и инструментальных композиций.

## Награды
- Национальная премия в области музыки (1940)
- Государственная премия за работы в области киномузыки (1958).
- Государственная премия в области музыки за фильм «Немая баррикада» (1949).
- Государственной премии II степени за музыку к фильму «Луна над рекой» (1954)
- Заслуженный артист (1967)

## Избранная фильмография
- Ve znamení Tyrkysové hory (1977)
- Листок в альбом (ТВ, 1975)
- Lužickosrbské bajky (ТВ сериал, 1974)
- Vodnická pohádka (1973)
- Tulácká pohádka (1972)
- Hostinec «U koťátek» (ТВ сериал, 1971)
- F. L. Věk (ТВ сериалál, 1970)
- Lidé na křižovatce (ТВ сериал, 1970)
- Молот ведьм (1969)
- Тринадцатая комната (1968)
- Broučci (ТВ сериал, 1967)
- Lucerna (ТВ, 1967)
- Princezna Pampeliška (ТВ, 1967)
- Těžká srdeční komplikace (ТВ, 1967)
- Романс для корнета (1966)
- Пущик едет в Прагу (1965)
- Золотой ранет (1965)
- Loupežnická pohádka (1964)
- Doktorská pohádka (1963)
- Hlídač dynamitu (1963)
- Золотой папоротник (1963)
- Deštivý den (1962)
- Горячее сердце (1962)
- Ночной гость (1961)
- Цепи (1961)
- Трус (1961)
- Белая пряжка (1960)
- Гордец Лойза (1960)
- Полицейский час (1960)
- Даржбуян и Пандргола (1959)
- Первая спасательная (1959)
- Ромео, Джульетта и тьма (1959)
- Sny na neděli (1959)
- Сегодня в последний раз (1958)
- Гражданин Брих (1958)
- Год рождения 1921 / Ročník 21 (1958)
- Подделка (1957)
- Волчья яма (1957)
- Hra o život (1956)
- Игра с чёртом (1956)
- Против всех (1956)
- Вина Владимира Ольмера (1956)
- Ян Жижка (1955)
- Něco se tu změnilo (1955)
- Пунтя и четырёхлистник (1955)
- Дни и ночи (1954)
- Ян Гус (1954)
- Серебряный ветер (1954)
- Естршаб против Грдличка (1953)
- Луна над рекой (1953)
- Мой друг Фабиан (1953)
- Они приходят из тьмы (1953)
- Наступление (1952)
- Улыбающаяся земля (1952)
- Операция Б / Akce B (1951)
- Путь к счастью (1951)
- Perníková chaloupka (1951)
- Последний выстрел (1950)
- Встанут новые бойцы (1950)
- Два огня (1949)
- Немая баррикада (1949)
- Белая тьма (1948)
- Кракатит (1948)
- Предчувствие (1947)
- Украденная граница (1947)
- Znamení kotvy (1947)
- Шаловливый бакалавр (1946)
- Pancho se žení (1946)
- Розина-найдёныш (1945)
- Магия реки (1945)
- Z růže kvítek (1945)
- Девушка с Бескид (1944)
- Мальчики на реке (1944)
- Skalní plemeno (1944)
- Bláhový sen (1943)
- Druhý výstřel (1943)
- Облака над болотом (1943)
- Счастливого пути (1943)
- Okouzlená (1942)
- Я сейчас вернусь (1942)
- Velká přehrada (1942)
- Modrý závoj (1941)
- Rukavička (1941)
- Турбина (1941)
- Любовница в маске (1940)
- Minulost Jany Kosinové (1940)
- Майская сказка (1940)
- Směry života (1940)
- Dvojí život (1939)
- Огненное лето (1939)
- Teď zas my (1939)
- Včera neděle byla (1938)